# بستانه كبير
بستانه كبير أو البستان الكبير وهي ناحية تقع في قضاء قوشتبة  في محافظة أربيل شمال العراق.